# Принцип Кавальєрі
У геометрії, принцип Кавальєрі, також відомий як метод неподільних, названий на честь Бонавентури Кавальєрі, такий:
- 2-вимірний випадок: Припустимо, що дві області на площині лежать між двома паралельними лініями у цій площині. Якщо кожна лінія паралельна до цих ліній перетинає області сегментами однакової довжини, тоді обидві області мають однакову площу.
- 3-вимірний випадок: Припустимо, що два об'єкти (тверді тіла) вміщені між двома паралельними площинами. Якщо кожна площина паралельна до цих двох площин утворює перетини з цими об'єктами однакових площ, тоді обидва об'єкти мають однакові об'єми.

Сьогодні принцип Кавальєрі бачать як ранній поступ у напрямку інтегральних обчислень, і хоча деякі його форми використовують і досі, наприклад, такі як його узагальнення — теорема Фубіні, результати отримані із використанням цього принципу часто можна показати більш прямо за допомогою інтегрування. Сам же принцип виріс зі стародавнього грецького методу вичерпування, який використовував границі, але не використовував нескінченно малі величини.

## Приклади

### Круг
Обчислимо площу круга. Формулу для довжини кола: {\displaystyle ~L=2\pi R} вважаємо відомою.
Розіб'ємо круг на нескінченно малі кільця. Розглянемо також трикутник з довжиною основи L і висотою R, який також розіб'ємо перерізами паралельно до основи. Кожному кільцю радіуса R і довжини {\displaystyle ~L=2\pi R} можна зіставити один з перерізів трикутника такої ж довжини. Тоді, згідно з принципом Кавальєрі, їх площі однакові. А площу трикутника знайти нескладно:
{\displaystyle 2\pi R\cdot R/2=\pi R^{2}}.

### Сфери

Дископодібний перетин сфери має таку саму площу, що й кільцеподібний перетинтої частини циліндра, яка лежить за межами конуса

Якщо відомо, що об'єм конуса це третина основи на висоту, тоді можна використати принцип Кавальєрі щоб отримати той факт, що об'єм сфери це {\displaystyle {\frac {4}{3}}\pi r^{3}}, де {\displaystyle r} це радіус.
Це робиться так: Розглянемо сферу і циліндр радіусу {\displaystyle r.}  Всередині циліндра перебуває конус чия верхівка є в центрі сфери, а основа збігається з основою циліндра. За теоремою Піфагора, площина, розташована {\displaystyle y} одиниць над центром перетинає сферу кругом площі {\displaystyle \pi \left(r^{2}-y^{2}\right)}.  Площа перетину площини з частиною циліндра, що зовні конуса також {\displaystyle \pi \left(r^{2}-y^{2}\right)}.  Вищезгаданий об'єм конуса є {\displaystyle {\frac {1}{3}}} об'єму циліндра, отже об'єм зовні конуса становить {\displaystyle {\frac {2}{3}}} об'єму циліндра.  Отже, об'єм верхньої половини сфери становить {\displaystyle {\frac {2}{3}}} об'єму циліндра.  Об'єм циліндра є
{\displaystyle {\text{base}}\times {\text{height}}=\pi r^{2}\cdot r=\pi r^{3}}
(«Base» в одиницях площі; «height» в одиницях відстані.  Площа × відстань = об'єм.)
Звідси, об'єм верхньої півсфери є {\displaystyle \left({\frac {2}{3}}\right)\pi r^{3}} і всієї сфери є {\displaystyle \left({\frac {4}{3}}\right)\pi r^{3}}.

### Задача про серветяне кільце

Якщо просвердлити дірку висоти h через чентр сфери, об'єм поясу, що залишився не залежить від розміру сфери. Для більшої сфери, пояс буде тонший, але довший.

У так званій задачі про серветяне кільце, за допомогою принципа Кавальєрі можна показати, що коли дірка висоти h просвердлена через центр сфери, об'єм матеріалу, що залишився на диво не залежить від розміру сфери. Переріз кільця із площиною є плоским кільцем, чия площа є різницею між площами двох кругів.  Згідно з теоремою Піфагора, площа одного з двох кругів становить {\displaystyle \pi (r^{2}-y^{2}),} де {\displaystyle r} це радіус сфери і {\displaystyle y} це відстань від площини екватора до площини розтинання, і площа другого круга є {\displaystyle \pi (r^{2}-(h/2)^{2}).}  Віднімаючи, отримуємо, що {\displaystyle r^{2}} скорочуються; отже площа не залежить від {\displaystyle r.}